# Шебаліно (Бійський район)
Шеба́ліно (рос. Шебалино) — село у складі Бійського району Алтайського краю, Росія. Адміністративний центр Шебалінської сільської ради.

## Населення
Населення — 1247 осіб (2010; 1563 у 2002).
Національний склад (станом на 2002 рік):
- росіяни — 92 %